# Marathon (Ontario)
Marathon to miejscowość (ang. town) w Kanadzie, w prowincji Ontario, w dystrykcie Thunder Bay.
Powierzchnia Marathon to 170,48 km².
Według danych spisu powszechnego z roku 2001 Marathon liczy 4416 mieszkańców (25,90 os./km²).